# Médéa
Medea là một đô thị thuộc tỉnh Médéa, Algérie. Dân số thời điểm năm 2002 là 123.498 người.